# Isoa Neivua

a Compétitions nationales et continentales officielles uniquement.

b Matchs officiels uniquement.
Dernière mise à jour le 30 août 2018.
Isoa Neivua, né le 19 juillet 1978 dans la province de Sigatoka des îles Fidji, est un joueur de rugby à XV, qui joue avec l'équipe des Fidji, évoluant au poste d'ailier (1,74 m pour 95 kg).

## Carrière

### En équipe nationale
Il a eu sa première cape internationale le 19 mai 2007, à l'occasion d'un match contre l'équipe des Samoa.

## Palmarès
Au 30 septembre 2007 :
- 8 sélections avec l'équipe des Fidji de rugby à XV
- 2 essais, 10 points
- Sélections par année : 8 en 2007.

En coupe du monde :
- 2007 : 4 sélections, 1 essai, 5 points (Japon, Canada, Australie, pays de Galles).